# Martin Pieckenhagen
Martin Pieckenhagen (* 15. November 1971 in Ost-Berlin) ist ein ehemaliger deutscher Fußballtorhüter. Von Januar 2019 bis April 2023 war er Sportvorstand bei Hansa Rostock.

## Karriere

### Als Spieler

#### Beginn in Berlin
Der in Ost-Berlin geborene Pieckenhagen erlernte bei der BSG Medizin Buch das Fußballspielen und wechselte 1980 in die Jugend des 1. FC Union Berlin. Nach zehn Jahren stieg er in den Kader der ersten Männermannschaft auf und bestritt für diese 1991 sein Pflichtspieldebüt. In der Oberliga-Saison 1992/93 wurde er Stammtorhüter bei Union. Die Mannschaft belegte den ersten Platz ihrer Oberliga-Staffel und setzte sich zunächst in der Aufstiegsrunde gegen den Stadtrivalen Tennis Borussia durch. Wegen einer gefälschten Bankbürgschaft wurde dem Verein aber die Lizenz entzogen und Tennis Borussia stieg auf.
Pieckenhagen wechselte daraufhin zur Spielzeit 1993/94 zu Tennis Borussia Berlin. Sein Profi-Debüt gab er am 1. Spieltag der Saison im Heimspiel gegen seinen späteren Klub 1. FSV Mainz 05. Da er hinter Gerald Hillringhaus nur Ersatztorhüter des Vereins war, musste er auf seinen nächsten Einsatz bis zum 29. Spieltag warten. Insgesamt kam er während dieser Zeit auf acht Einsätze. Als Tabellenletzter stieg Tennis Borussia am Saisonende in die Regionalliga ab.

#### Duisburg und Rostock
Pieckenhagen unterzeichnete im Sommer 1994 einen Vertrag beim damaligen Erstligisten MSV Duisburg. Hier war er als Vertreter von Holger Gehrke nur die Nummer zwei. Um diesen Posten stritt der Torhüter sich mit dem fünf Jahre älteren Jürgen Rollmann. Trotzdem kam er zu seiner Premiere in der 1. Bundesliga. Rollmann, der noch als Nummer eins in die Saison gegangen war, wurde zur Halbzeit des 4. Spieltags der Spielzeit von Trainer Ewald Lienen beim Stand von 0:3 gegen den FC Bayern München ausgewechselt und durch Pieckenhagen ersetzt, der bis zum Abpfiff kein weiteres Tor kassierte. Nach zwei weiteren Liga- und einem Pokalspiel in der Startelf setzte Lienen ab dem 9. Spieltag auf Gehrke. Duisburg wurde letztlich nur Vorletzter und Pieckenhagen stieg erneut ab. Trotzdem blieb er dem Klub treu und ging mit diesem in die Zweitligasaison 1995/96. Aber auch hier war der Berliner nur die Nummer 2. Schließlich gehörte Pieckenhagen zum MSV-Kader, der den Wiederaufstieg schaffte.
Pieckenhagen blieb jedoch nicht und wechselte zum Ostseeklub Hansa Rostock. Für Hansa trug der Torhüter in den folgenden fünf Jahren das Trikot. Nachdem er in der Fußball-Bundesliga 1996/97 nur zu Kurzeinsätzen gekommen war und meist nur auf der Bank gesessen hatte, löste er im Laufe der Folgesaison Perry Bräutigam ab und wurde die neue Nummer 1. Im gleichen Jahr belegte Hansa den sechsten Platz mit 51 Punkten, die bisher beste Platzierung des Vereines in der Bundesliga. Damit qualifizierte sich Rostock für den UEFA Intertoto Cup 1998, in dem Pieckenhagen zwei Einsätze für Hansa absolvierte.

#### Hamburger SV und Heracles Almelo
2001 ging Pieckenhagen zum Hamburger SV. Mit dem HSV gewann er Anfang der Saison 2003/04 den Ligapokal. Im Finale schlug man Borussia Dortmund mit 4:2. Als Thomas Doll Trainer in Hamburg wurde, rückte Pieckenhagen auf die Bank und musste Stefan Wächter den Vorzug lassen.
Aus diesem Anlass wechselte er zur Saison 2005/06 zum niederländischen Ehrendivisions-Verein Heracles Almelo. Im November 2005 erregte er Aufmerksamkeit, als sein Team ein 2:2 gegen AZ Alkmaar erkämpfte. Pieckenhagen erzielte dabei in der 90. Minute mit einem Kopfball den Ausgleichstreffer. Am 7. Oktober 2007 kam er wieder in die Schlagzeilen, nachdem er und sein Team 0:9 beim SC Heerenveen verloren hatten. Im März 2010 einigten sich Pieckenhagen und Heracles Almelo, den zum Saisonende auslaufenden Vertrag nicht zu verlängern, um die Mannschaft zu verjüngen. Sein letztes Spiel für Heracles bestritt er am 9. Mai 2010 im Play-off-Rückspiel (1. Runde) gegen Roda JC Kerkrade. Das Spiel verlor er mit Heracles 1:2 (Hinspiel: 0:2). Insgesamt kam er zu 167 Eredivisie-Einsätzen für den niederländischen Klub.

#### 1. FSV Mainz 05
Ab dem 10. August 2010 stand Pieckenhagen beim 1. FSV Mainz 05 unter Vertrag. Nach einer Verletzung des Stammtorhüters Heinz Müller sollte er im Notfall den zweiten Torhüter Christian Wetklo ersetzen. Sein einziges Ligaspiel für die Mainzer Profis absolvierte er im Alter von 39 Jahren am 20. November 2010, dem 13. Spieltag der Saison 2010/11, als er beim 3:2-Auswärtssieg gegen Borussia Mönchengladbach in der ersten Halbzeit für Wetklo eingewechselt wurde, der sich verletzt hatte. Für die zweite Mannschaft der Mainzer kam er in der Regionalliga West dreimal zum Einsatz. Am Ende der Saison beendete er seine aktive Laufbahn.
Pieckenhagen absolvierte insgesamt 215 Spiele in der deutschen Bundesliga, 19 Spiele in der 2. Bundesliga und zwei Europapokalspiele.

### Als Trainer und Funktionär
Von Januar 2014 bis Oktober 2016 war Pieckenhagen Trainer beim FC Mecklenburg Schwerin. Mit den Schwerinern schaffte er den Aufstieg in die Fußball-Oberliga. Im Frühjahr 2017 arbeitete Pieckenhagen kurzzeitig als Torwarttrainer bei den Würzburger Kickers.
Seit Januar 2019 bekleidete Pieckenhagen das Amt des Sportvorstands bei seinem ehemaligen Verein Hansa Rostock als Nachfolger des freigestellten Markus Thiele. Mitte April 2021, noch vor dem Aufstieg in die 2. Fußball-Bundesliga am 22. Mai 2021, verlängerte der Aufsichtsrat des Drittligisten den Vertrag mit Pieckenhagen bis Ende 2023, entband ihn aber Ostermontag 2023 von seinen Aufgaben.

## Erfolge
- Aufstieg in die 1. Bundesliga mit MSV Duisburg: 1996 (3. Platz)
- DFB-Ligapokal mit Hamburger SV: 2003
- Aufstieg in die 2. Bundesliga mit Hansa Rostock (als Sportvorstand): 2021 (2. Platz)